# جورج إرفينغ سكينر
جورج إرفينغ سكينر (بالإنجليزية: George Irving Skinner)‏ هو محامي أمريكي، ولد في 20 فبراير 1858 في Bainbridge, New York ‏ في الولايات المتحدة، وتوفي في 13 مارس 1926 في بروكلين في الولايات المتحدة بسبب نوبة قلبية وإنفلونزا.